# Dodecano-1,6-lacton
Dodecano-1,6-lacton ist eine organische Verbindung aus der Gruppe der Lactone.

## Herstellung
Dodecano-1,6-lacton kann aus Cyclohexanon hergestellt werden. Dieses wird zunächst mit Cyclohexylamin in ein Imin überführt, dann mit einer Ethylmagnesiumverbindung deprotoniert und mit einem Hexylhalogenid zum 2-Hexylcyclohexanon alkyliert. Durch Baeyer-Villiger-Oxidation mit Peroxomonophthalsäure wird Dodecano-1,6-lacton erhalten. Aus dem Racemat können durch kinetische Resolution mit einer Esterase aus Schweineleber die beiden Enantiomere getrennt werden.
Eine Alternative ist die Umesterung von 6-Hydroxydodecansäureethylester mit einem Katalysator aus Zirconiumdioxid und Trimethylsilylchlorid bei 250 °C.

## Verwendung
Dodecano-1,6-lacton ist in der EU unter der FL-Nummer 10.028 als Aromastoff für Lebensmittel zugelassen.